# Alexander Popovic
Alexander Popovic, detto Xandl e noto anche col nome italianizzato Alessandro Popovich (Vienna, 18 luglio 1891 – Vienna, 7 settembre 1952), è stato un calciatore e allenatore di calcio austriaco di origine jugoslava, di ruolo difensore.

## Carriera

### Giocatore
Trascorse tutta la carriera da giocatore a Vienna. Giocò per l'Austria Vienna, con cui vinse due Coppe d'Austria e un campionato austriaco, con il Rapid, con cui vinse un altro campionato, e con il Wiener AC.
Con la maglia della Nazionale austriaca collezionò 33 presenze e una rete.

### Allenatore
Come allenatore, ha guidato Hertha Berlino e Minerva Berlino in Germania, e Lazio, Bologna e Pro Sesto in Italia.

## Palmarès

### Giocatore

#### Club
- Campionato austriaco: 2

Rapid Vienna: 1922-1923
Austria Vienna: 1923-1924
- Coppa d'Austria: 2

Austria Vienna: 1920-1921, 1923-1924